# 四角帳塔柱
在幾何學中，四角帳塔柱是指以四邊形作為底的帳塔柱，其結構可以視為四角帳塔與八角柱的組合。四角帳塔柱雖然稱為「四角」，但其底面只有在帳塔側為四邊形，另一側的底面為八邊形。若四角帳塔柱在帳塔側的底面為正方形，則此種帳塔柱允許所有面皆為正多邊形。這種四角帳塔柱是詹森多面體，其最早在1966年由諾曼·詹森命名、給予描述並將之編號為J19。

## 性質
四角帳塔柱由18個面、36條邊和20個頂點組成。在其18個面中，有4個面是三角形、13個面是四邊形以及1個八邊形面。在其13個四邊形面中，其中1個四邊形面是底面、4個四邊形面是帳塔側的側面、8個四邊形面是柱體側的側面。

## 正四角帳塔柱
正四角帳塔柱一般指所有面都是正多邊形的帳塔柱。這種帳塔柱是92種Johnson多面體中的其中一個。這92種詹森多面體最早在1966年由諾曼·詹森命名並給予描述，並給予正四角帳塔柱編號J19。

### 構造
四角帳塔柱可透過將一個正八角柱和一個八邊形底面與八角柱底面全等的正四角台塔（J4）以底面對底面的方式接合而成。正四角台塔覆蓋了八角柱的八邊形的面，因此形成的多面體由4個正三角形、13個正方形和一個正八邊形組成。其亦可以將小斜方截半立方體截去一個正四角帳塔而得到，即套用了欠變換的小斜方截半立方體，因此正四角台塔又稱為小斜方截半立方體欠側帳塔（diminished small rhombicuboctahedron），亦可以視為是小斜方截半立方體經過「邊刻面」（edge-faceting）的結果。

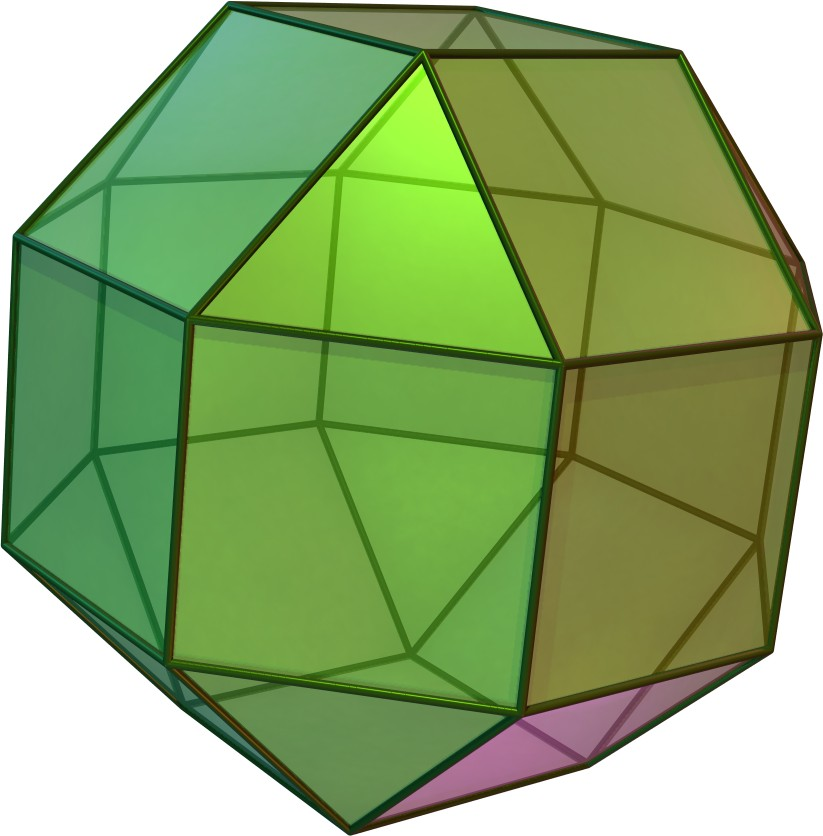
小斜方截半立方體
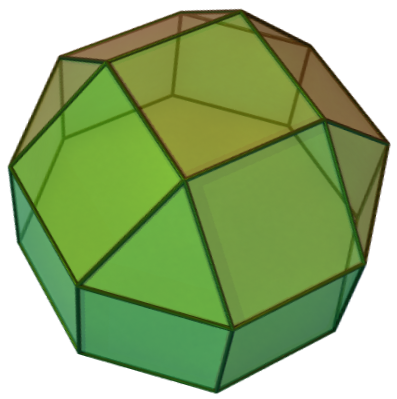
缺少一個正四角帳塔的小斜方截半立方體

### 性質
正四角帳塔柱由1個正八邊形（底面）和4個三角形組成與{\displaystyle {{{4}\times {3}}+{1}}=13}個正方形（{\displaystyle {{4}\times {2}}=8}個作柱體側面、4個作帳塔側面、1個帳塔底面），共有36條邊和20個頂點。在這20個頂點中有8個頂點是3個面（2個正方形和1個八邊形）的公共頂點以及{\displaystyle {{8}+{4}}=12}個頂點是1個三角形和3個正方形的公共頂點。正四角帳塔柱具有四摺錐體對稱性。（C4v）

### 體積與表面積
邊長為a的正四角帳塔柱，其體積{\displaystyle V}及表面積{\displaystyle A}為：
{\displaystyle {\begin{aligned}A&=\left(15+2{\sqrt {2}}+{\sqrt {3}}\right)a^{2}\approx 19.561a^{2},\\V&=\left(3+{\frac {8{\sqrt {2}}}{3}}\right)a^{3}\approx 6.771a^{3}.\end{aligned}}}

## 相關多面體
四角帳塔柱是帳塔柱的一種。其他帳塔柱有：
| 3          | 4          | 5          | 6          | 7          |
| ---------- | ---------- | ---------- | ---------- | ---------- |
| 三角帳塔柱 | 四角帳塔柱 | 五角帳塔柱 | 六角帳塔柱 | 七角帳塔柱 |

## 外部連結
- 埃里克·韦斯坦因. . MathWorld.
  - 埃里克·韦斯坦因. . MathWorld.